# Busto de Antonio Cepparelli
El busto de Antonio Cepparelli es una obra escultórica realizada por Gian Lorenzo Bernini, conservada en el Museo de San Giovanni de' Fiorentini en Roma. Antonio Cepparelli era un adinerado fiorentino; vivía en Roma y decidió donar gran parte de sus bienes al Hospital de San Giovanni de los Florentinos: para tal razón, en consecuencia, le fue dedicado un busto para el cual se decidió llamar a Bernini.
Analizando la obra, parece que el artista se haya inspirado en un busto de Clemente VIII presente en la Capilla Aldobrandini de la Basílica de Santa Maria sobre Minerva, realizado por Ippolito Buzio a principios del siglo XVII. Ambos bustos presentan una chaqueta de piel ajustada y un sombrero puesto sobre el hombro izquierdo. Además, en ambos casos la mirada está dirigida hacia abajo y las mejillas están poco hundidas.